# Johann Gottfried Siegmund
Johann Gottfried Siegmund (* 30. Mai 1792; † 24. Juni 1865) war ein Berliner Unternehmer.
Der Bankier erwarb seinen Reichtum als Seidenhändler und führte den Titel „Hoflieferant“. Etwa Anfang der 1830er Jahre erwarb er ein Grundstück zwischen Tiergarten und Spree, auf dem er 1862 die Privatstraße Siegmunds Hof anlegen ließ; sie wurde 1888 als öffentliche Straße in Berlin übernommen und gehörte zum alten Hansaviertel. Bis 1852 war er Besitzer des Gartenetablissements „Teichmanns Blumengarten“ in der Tiergartenstraße 21, das er an den Fabrikanten Theodor Hildebrand verkaufte.
Siegmunds Tochter Emma heiratete 1843 in der Schweiz den Dichter und politischen Schriftsteller Georg Herwegh.